# Promotionen (vals)
Promotionen, op. 221, är en vals av Johann Strauss den yngre. Den spelades första gången den 8 februari 1859 i Sofiensäle i Wien.

## Historia
Valsen skrevs till juriststudenternas bal 1859 och bar ursprungligen titeln Präparanden, en term som syftar på studenter som förbereder sig för sina sista slutprov. Tiden mellan valsens tillkännagivande den 22 januari och dagen för balen den 8 februari hade valsen fått sin slutliga titel: Promotionen. Enligt Johann Strauss åsikt hade studenterna slutat studera och framgångsrikt promoverats. (När Strauss senare framförde valsen i Ryssland bar den undertiteln Neue Juristen Ball-Tänze.) Valsen var ganska vemodig och dyster och blev ingen stor framgång.

## Om valsen
Speltiden är ca 13 minuter och 36 sekunder plus minus några sekunder beroende på dirigentens musikaliska tolkning.

## Weblänkar
- Promotionen i Naxos-utgåvan.